# 功塘站
功塘站是位于浙江省兰溪市灵洞乡的一个铁路车站，有金千铁路经过，邮政编码321100。车站及其上下行区间均未电气化，距离金华站15公里。车站隶属上海铁路局金华车务段，是办理货运业务的三等站，是金千线上最大车站。
车站原为上郭乘降所，1985年4月26日升级为车站:319，当年11月建成国家物资部763工程管理处专用线。1999年后逐渐承接原兰溪站的货运功能。2004年11月车站修建通往浙能兰溪电厂的专用线，2005年11月竣工投用:199。

## 概要

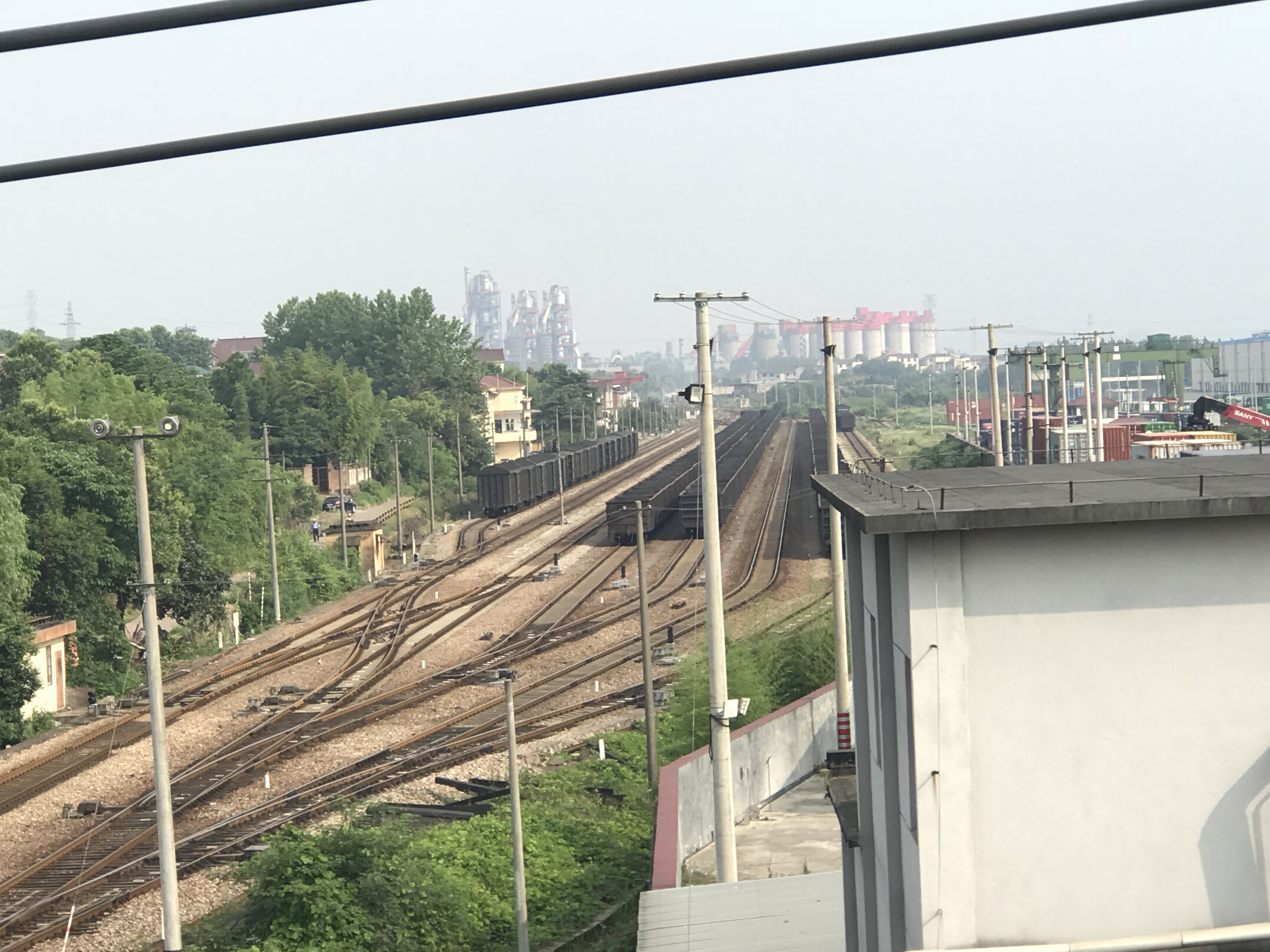
车站站场

功塘站有1条正线、7条到发线，目前主要承担金千线列车到发、会让；货场、专用线取送；新安江地区及上行车流的解编、集结任务。车站货运主要为兰溪发电厂服务，主要发送物品为煤、矿建和非金类。车站货场位于车站西侧，由嘉宝物流运营，集装箱堆场占地面积50000平方米。货场内设有2条货物线，45吨级正面吊一台，32吨级龙门吊一台，日均卸车量350辆。货场有宁波港、海关等单位入驻，并设有通往浙能兰溪发电厂、兰江机械和华储物流的专用线共16条。
车站每日有一对发往宁波北仑的海铁联运列车，出口货物可在车站的嘉宝卸车点直接办理或代理有关报关、报检、保险、信用、收货、发货、仓储、运输配送短驳运输、集装箱提箱还箱和船运订舱、进出口货物保税、退税等业务，以方便外贸企业进出口货物。

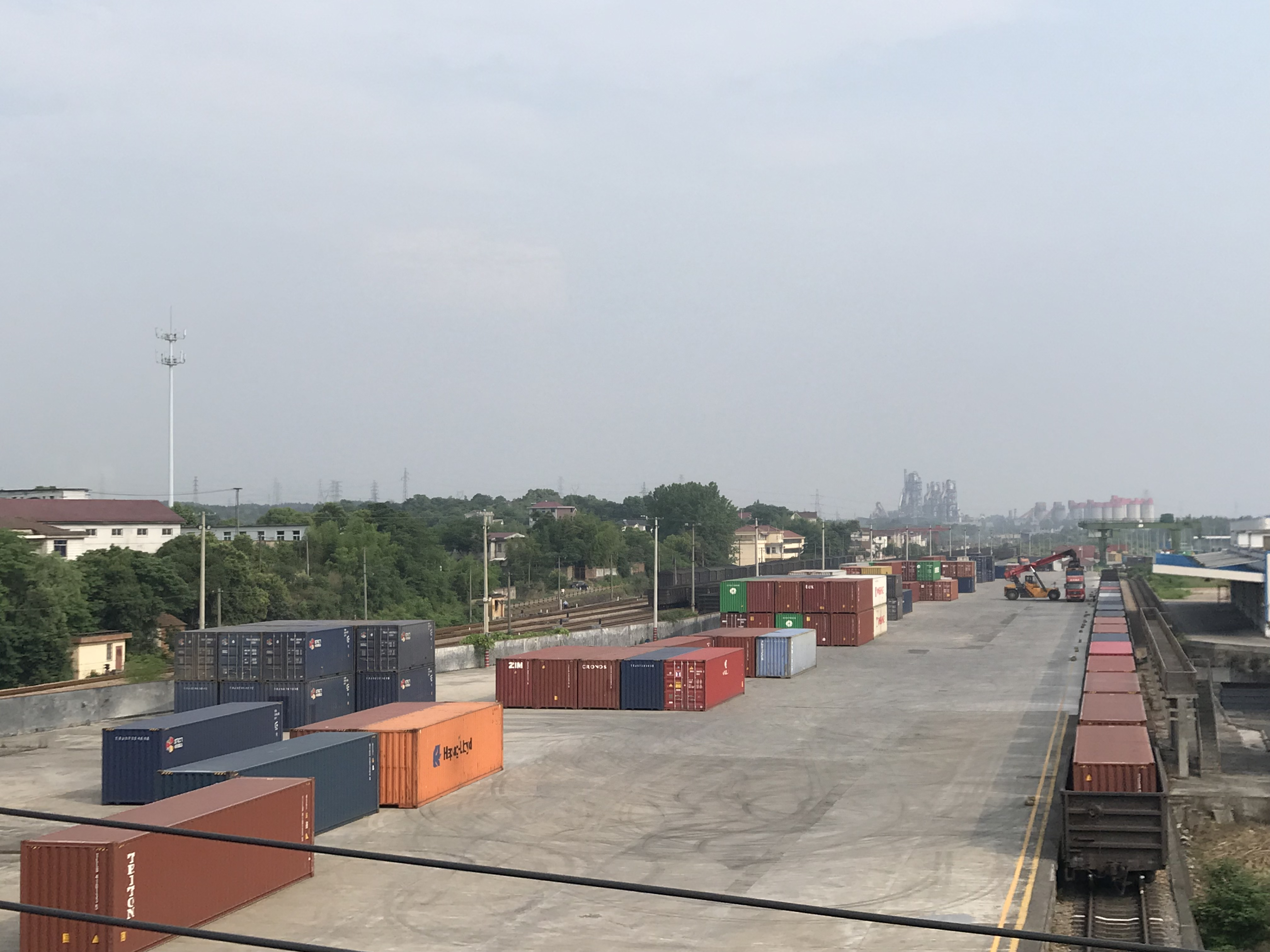
集装箱堆场
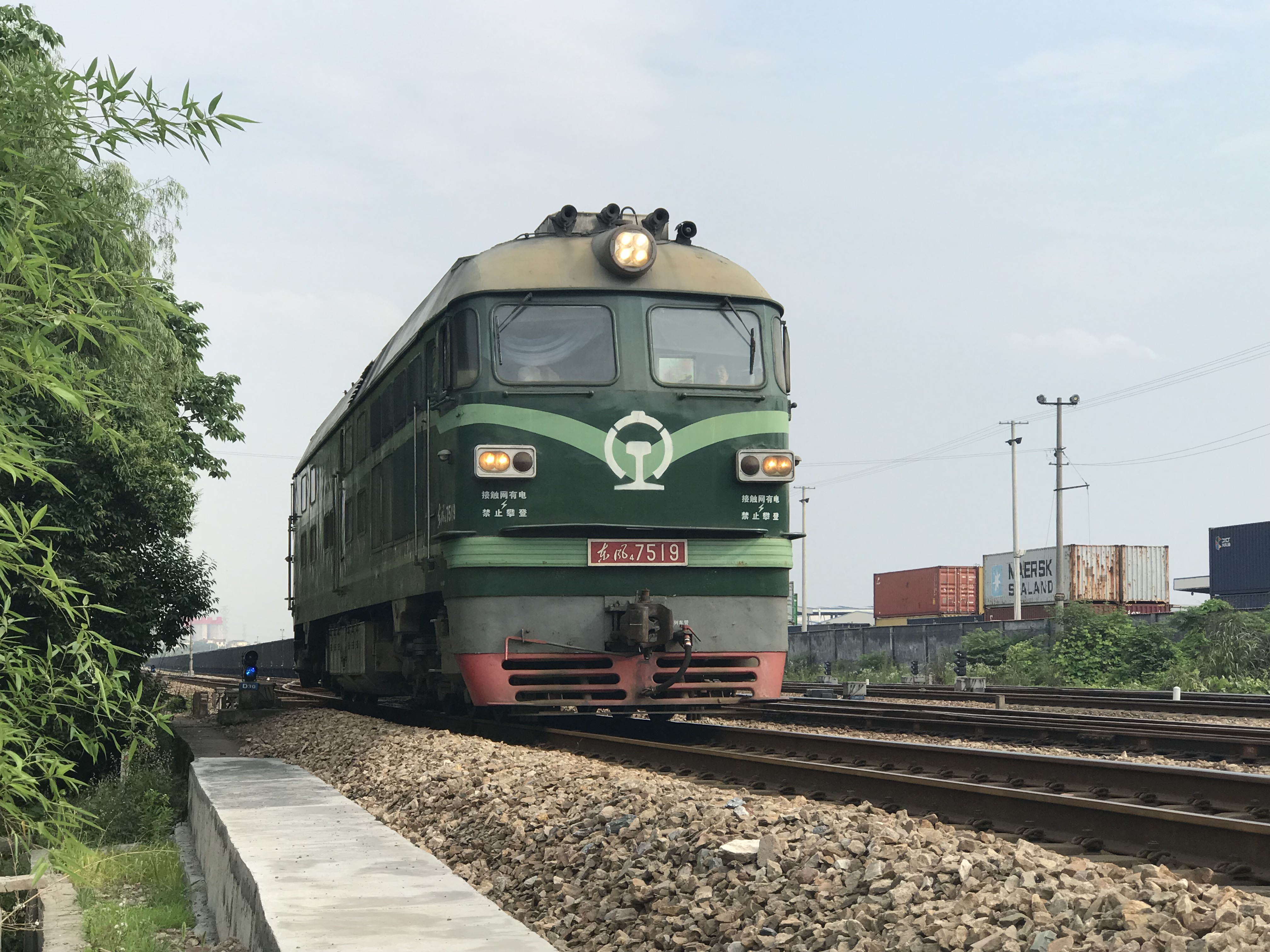
東風4B型柴油機車通过车站
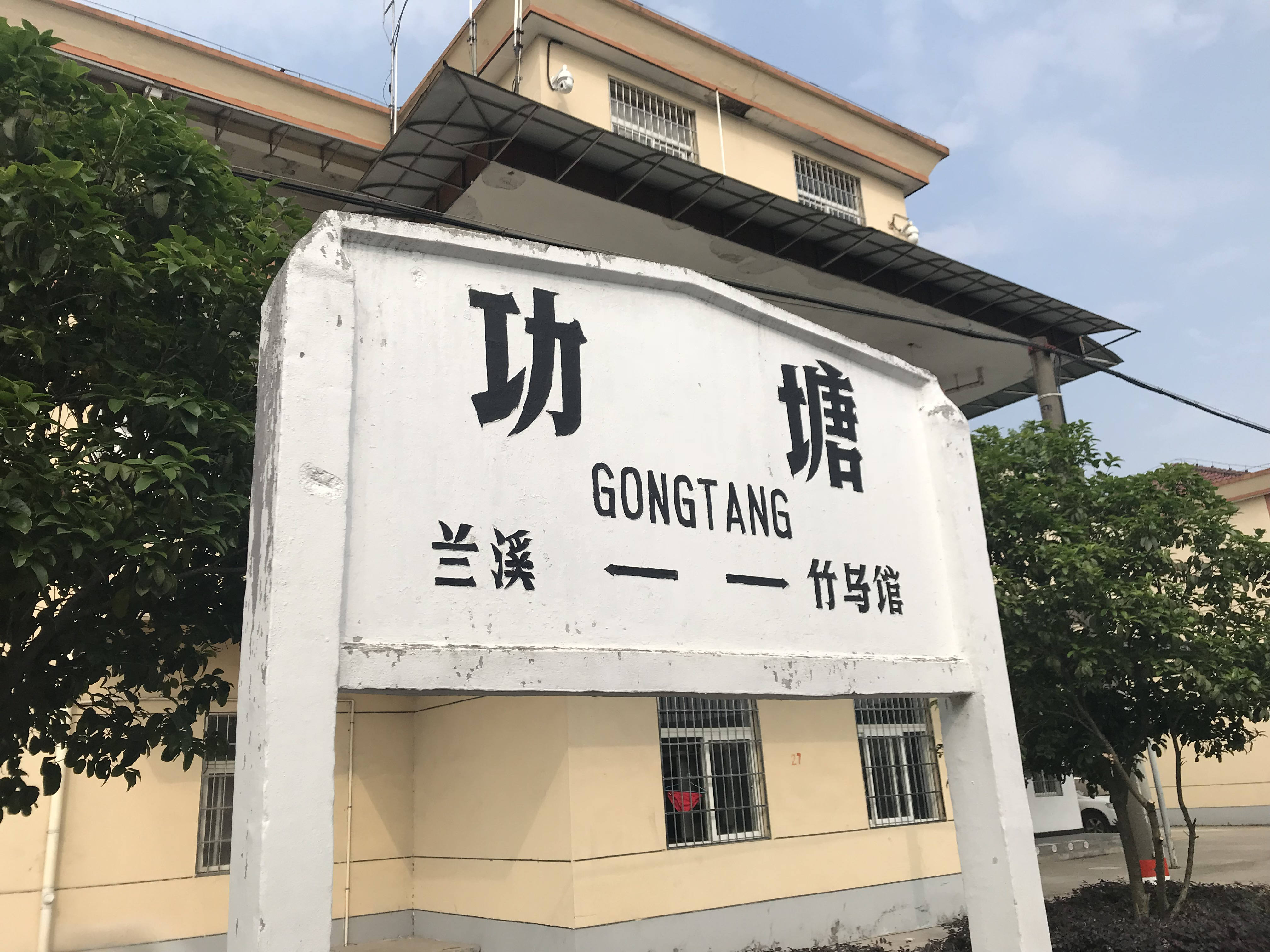
车站站牌
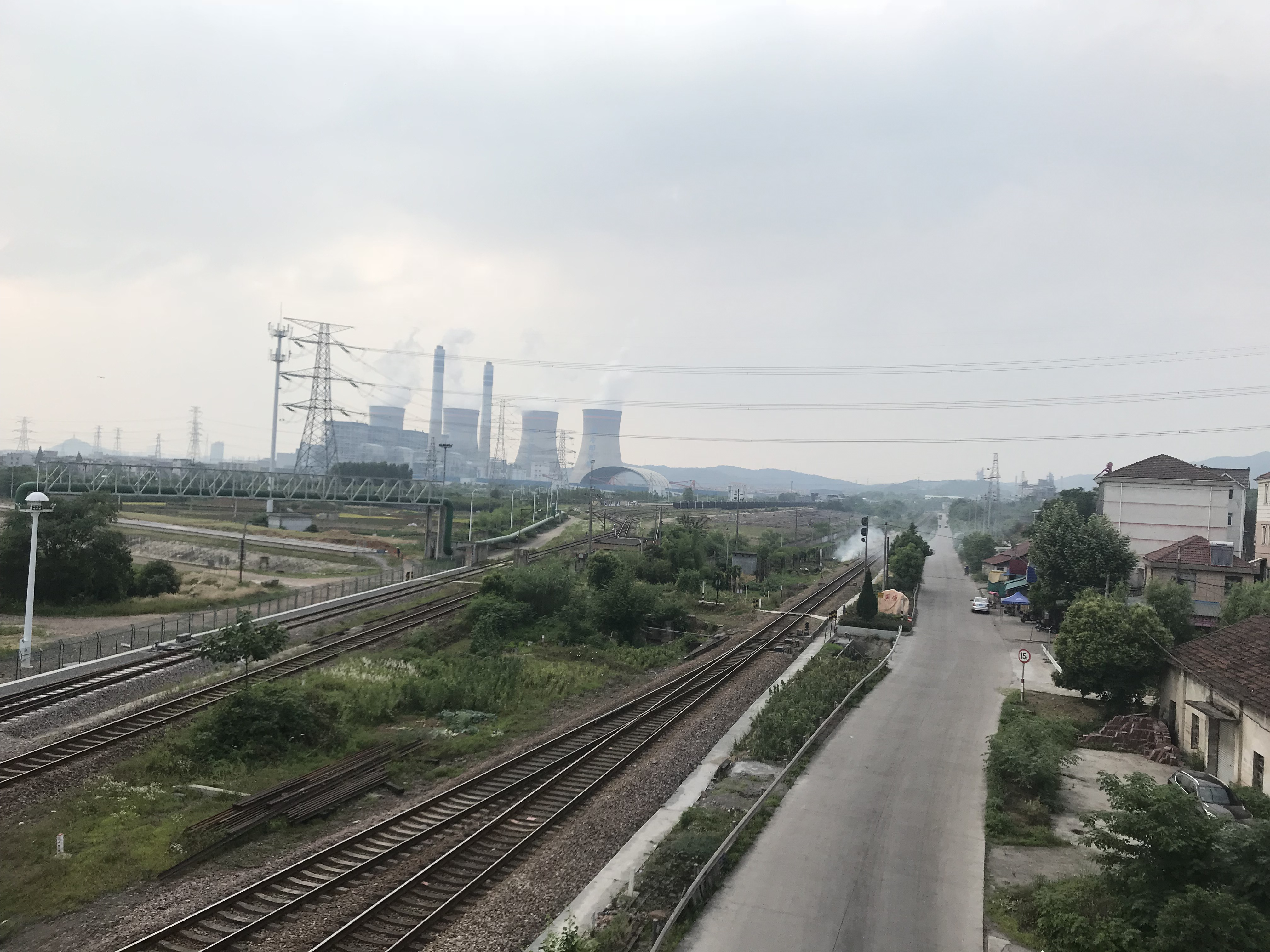
通往兰溪发电厂的专用线

## 车站周边
- 耕头畈村
- 侍郎庙
- 龚塘村
- 浙能兰溪发电厂